# Churchill’s Island
Churchill’s Island ist ein kanadischer Dokumentarfilm aus dem Jahr 1941.

## Handlung
Mit Wochenschau-Ausschnitten, Filmaufnahmen von britischen und erbeuteten Filmaufnahmen von deutschen Behörden erzählt der Kurzfilm die Geschichte des britischen Abwehrkampfes gegen die deutsche Wehrmacht zu Beginn des Zweiten Weltkrieges. Angesprochen werden die deutschen Luftangriffe auf britische Städte 1940, der U-Boot-Krieg gegen nach England laufende Schiffe und Englands Abwehrvorbereitungen gegen eine deutsche Invasion.

## Auszeichnungen
1942 wurde der Film in der Kategorie Bester Dokumentar-Kurzfilm mit dem Oscar ausgezeichnet.

## Hintergrund
Produziert wurde der Film vom National Film Board of Canada. Den Verleih in Kanada übernahm die kanadische Abteilung von Columbia Pictures. Verleiher in den USA war United Artists.
Sprecher des Films war der kanadische Schauspieler Lorne Greene, bekannt als Ben Cartwright aus der TV-Serie Bonanza. Zum Zeitpunkt der Produktion war Greene noch Radiosprecher in Kanada beim Sender Radio CBC und galt als der populärste Nachrichtensprecher des Landes.
Der Film war bei der Oscarverleihung 1942 für zwei Premieren verantwortlich. Erstmals wurde ein Oscar speziell für Dokumentarfilme vergeben. Zudem war der Film die erste kanadische Produktion, die jemals einen Oscar gewann.